# Плінінг
Плінінг (нім. Pliening) — громада в Німеччині, розташована в землі Баварія. Підпорядковується адміністративному округу Верхня Баварія. Входить до складу району Еберсберг.
Площа — 22,80 км2. Населення становить 5740 ос. (станом на 31 грудня 2020).